# Peter Artedi
Peter Artedi (latinsky Petrus Arctaedius, 27. února 1705 Anundsjö – 28. září 1735 Amsterdam) byl švédský přírodovědec, označovaný za „otce ichtyologie“.
Pocházel z rodiny duchovního z Västernorrlandu a studoval teologii na Uppsalské univerzitě. Kvůli intenzivnímu zájmu o přírodní vědy přestoupil na lékařskou fakultu, kde byl jeho profesorem Lars Roberg. V roce 1728 se seznámil s Carlem Linném a stal se jeho blízkým spolupracovníkem. V roce 1734 pobýval v Anglii a jeho výzkumy ryb výrazně ovlivnil Hans Sloane. V následujícím roce odešel do Amsterdamu, kde ho zaměstnal zámožný mecenáš vědy Albertus Seba. Cestou z večeře 27. září 1735 Artedi ve tmě spadl do jednoho z grachtů a utonul. V roce 1738 vydal Linné jeho práce Bibliotheca Ichthyologica a Philosophia Ichthyologica, které položily základy systematiky ryb. Linné také od Artediho převzal základní myšlenku binomické nomenklatury.
Je po něm pojmenovaná miříkovitá rostlina Artedia squamata, ryba síh Artediho a Artedi Park v Uppsale. Americký biolog Theodore Wells Pietsch III se jeho životními osudy nechal inspirovat k románu The Curious Death of Peter Artedi: A Mystery in the History of Science.